# 大田連環性侵案件
大田連環性侵案件(韓語：대전 발바리 사건)是一起發生於1998年2月至2005年10月，長達7年的連續性犯罪案件，主要地點在大田地區。案件的第一起犯罪發生在1998年2月7日，當時嫌疑人是一名計程車司機。據指控，他在載送一名酒醉的女性乘客回家後，跟蹤並對其進行性侵。嫌疑人表示，他之所以犯案，是因為該名女性在車內對他出言不遜，如“計程車司機還不認路嗎”等語。之後，嫌疑人在未被逮捕的情況下持續犯案，行為頻率逐漸增加。根據調查顯示，他在威脅受害者時表現出自認為掌控一切的態度。

## 案件發展過程
1998年2月7日，嫌疑人當時是一名計程車司機，據指控，他在載送一名酒醉的女性乘客後，悄悄跟隨她至住處，並對其實施性侵。這起事件被認為是他首次犯罪。嫌疑人聲稱，其行為是因為該女性在車內對其出言不遜，譬如“連當地的路都不熟”等言語，令其感到受辱，並因此實施犯罪。
在這次案件發生後，嫌疑人未被警方逮捕，隨後開始頻繁實施類似的犯罪行為，逐漸將性侵行為常態化。調查顯示，他在威脅受害者時，表現出自認為掌控局勢的態度。
嫌疑人的作案方式被描述為具有高度的策劃性與狡猾性，其作案目標多為獨居於單人公寓的女性或淩晨搭乘計程車的乘客。他常在清晨運動時觀察周邊環境，以尋找作案時機，並在發現住宅門窗未上鎖時潛入。有時，他還進入娛樂場所，對多名女性實施性侵。
初期，嫌疑人的受害者主要為娛樂場所的工作人員，但隨著時間推移，其目標逐漸擴大到包括家庭主婦、上班族、業務員，甚至孕婦。嫌疑人有時會利用瓦斯管道攀爬，從浴室窗戶進入；當住宅門緊閉時，他會偽裝成瓦斯抄表員、牛奶送貨員或鍋爐維修技師，以獲取受害者信任後進入室內。
多名受害者描述稱，嫌疑人身上帶有明顯的汗味，可能是因為他在運動後即實施犯罪。此外，嫌疑人還捏造了一個名為“尚熙”的虛構人物，每次作案前都會向受害者詢問“這裡是尚熙家嗎？”以此混淆警方的調查方向。此策略一度使警方誤以為嫌疑人有共犯，從而增加了調查難度。
在犯案後，嫌疑人有時偽裝成無家可歸者，或聲稱自己來自孤兒院，以此掩飾他對大田地區的熟悉度。其盜取行為僅限於現金，未涉及貴重物品或支票，進一步增加了警方追查的難度。據指控，每次成功作案後，嫌疑人都會對受害者實施性侵，並強迫她們保持沉默。
2001年，嫌疑人被指控闖入一間由7名女性同住的公寓，對其中3人實施性侵，並對其餘4人進行猥褻行為。嫌疑人將這7名女性用繩索綁在一起，並用刀具威脅，使她們無法反抗。在另一起案件中，一名受害者試圖通過朋友送錢來換取安全，但嫌疑人也對到場的朋友實施了性侵，因其擔心未被侵犯的女性會報警。此類行為被視為符合強盜性侵的典型模式。
即使是與家人同住的家庭主婦也未能避免嫌疑人的侵害。據指控，嫌疑人會在清晨潛入她們的住處，並以“如果你在這裡喊叫，你的家人就會知道這件事”來威脅她們保持安靜。
嫌疑人有時會在性侵某名女性後，數月內再次對同一受害者實施性侵，這被視為表現出其大膽和挑釁的態度。他據稱還會對受害者說：“員警再怎麼努力也抓不到我”，以此對警方進行嘲諷。為了拖延受害者報警，他常常將她們的手機藏起來，或強迫她們洗澡，以減少警方進行DNA檢測的機會。
隨著警方調查的深入，嫌疑人為了躲避追捕，逐步將其作案地點從大田和忠北清州擴展至全北全州及京畿道等地。最終，警方成功逮捕了嫌疑人，而嫌疑人在被捕時無法清楚回憶其所涉及的案件總數。相比之下，另一名連環殺人犯柳永哲的行為則以精密計畫和詳細記錄為特點。

## 鎖定的嫌疑人
警方在此案件中花費多年時間追查嫌疑人，但始終未能成功鎖定目標。儘管嫌疑人的犯罪模式逐漸清晰，但他精心設計的偽裝手段與靈活多變的行動方式，增加了偵查工作的難度。
案件的轉捩點出現在2005年10月。當時，警方通過一名倖存者的證詞以及從案發現場收集的微量證據，找到了一條重要線索。警方據此將調查範圍縮小至特定社區，並集中排查一名有前科的男子。這名男子的體貌特徵和活動軌跡與目擊者對嫌疑人的描述高度相符。
隨著目標逐漸明確，警方加強了對這名嫌疑人的監控，包括其行蹤、日常生活及與周邊人士的互動。經過一段時間的跟蹤調查與證據搜集，警方確認這名男子的行為與多起性犯罪案件的模式高度一致。最終，警方在一次突擊行動中逮捕了他。
在警方審訊過程中，嫌疑人最初否認所有指控，堅稱自己無辜。然而，隨著警方出示其在多起犯罪現場遺留的生物證據，嫌疑人的說辭無法成立。警方通過DNA比對，確認了該嫌疑人與多起性侵案件現場遺留的DNA一致，使得嫌疑人無從辯解。
這次逮捕的成功，不僅揭開了長達7年的大田發巴里事件的真相，也讓社會大眾得以松一口氣。案件的偵破過程突顯了警方在面對複雜連續犯罪時所面臨的挑戰，同時也展現了科學偵查的重要性。警方的堅持與努力，最終為受害者帶來了應有的公義。

## 逃亡劇與逮捕過程
在警方開始加強調查後，嫌疑人為躲避追捕，展開了一場長達數月的逃亡。隨著警方逐漸縮小對嫌疑人活動範圍的追查，他察覺到自己可能已被注意到，隨即離開大田，轉往周邊地區。他從大田轉移至忠北清州、全北全州，甚至前往京畿道等地，試圖通過不斷變換藏匿地點來擺脫警方的追蹤。
在逃亡期間，嫌疑人仍持續實施犯罪行為，包括在不同地區犯下性侵和搶劫案件，導致當地居民感到不安。由於犯罪地點不斷變動，加上嫌疑人在每次作案後刻意製造誤導性線索，警方的調查工作一度進展緩慢。嫌疑人甚至有意捏造虛假線索，干擾警方的調查，使案件偵查陷入困境。
然而，隨著逃亡時間延長，嫌疑人的行蹤逐漸顯現。警方依靠逐步累積的目擊者證詞，以及分析嫌疑人每次作案後的逃跑路線，縮小了他的可能藏匿區域。最終，警方在一次針對特定區域的大規模突襲行動中，成功將嫌疑人逮捕。
在逮捕當日，警方投入大量人力，設下包圍網，並在嫌疑人藏身地點周圍佈置了多重封鎖線。當警方破門而入時，嫌疑人試圖進行最後的抵抗，但最終在警方的控制下未能逃脫。在逮捕過程中，嫌疑人否認所涉罪行，並試圖誤導警方，但其說辭迅速被證據推翻。
警方在逮捕現場發現了嫌疑人用以偽裝身份的道具，以及部分他從受害者處取得的現金，這些成為後續起訴的重要證據。隨後，警方通過DNA比對確認，嫌疑人正是此前數年間多起性犯罪案件的主要嫌疑人。這起長達7年的連續犯罪案件，終於在警方的持續努力下告一段落。
此次逮捕的成功，讓大田及周邊地區的居民感到安心，也為那些多年生活在恐懼中的受害者帶來了一些慰藉。案件的偵破過程也促使社會重新思考如何更好地保護受害者，並提高追查此類危害公共安全犯罪的效率。警方的努力最終為社會帶來了正義的實現。

## 嫌犯李正久
李正久(韓語：이중구)，這名在大田及周邊地區因涉嫌多起案件而引發恐慌的嫌疑人，於2005年被警方成功逮捕。他被控涉及多起性侵、搶劫及侵入住宅案件，並在當時成為韓國著名的連續性犯罪者之一。在其長達7年的犯罪活動期間，據稱他曾對警方的追捕表示輕蔑，認為自己難以被抓獲。然而，隨著相關證據的逐步累積，李正久最終未能逃脫法律的制裁。
據指控，李正久在早期犯案時，利用其計程車司機的身份掩護，專門鎖定獨自回家的女性作為目標。他利用工作便利，熟悉大田及周邊地區的道路和環境，從而迅速找到作案機會。隨著警方調查的深入，李正久的作案手法也變得更加隱秘，他通過多種方式偽裝身份，並頻繁改變作案手段，試圖避開警方的追捕。
在被逮捕後，李正久否認了所有指控，並聲稱其行為是因生活困頓所迫。然而，警方通過DNA證據，將他與多起性侵案件現場遺留物聯繫起來，使得其辯解難以成立。在審訊過程中，警方還揭露了李正久多次隱瞞真實身份，並捏造假名以迷惑受害者和目擊者的情況，這些行為加重了對其指控的嚴重性。
在審判期間，多名受害者出庭指證李正久，描述了其犯罪行為對她們造成的影響。最終，法院判處李正久無期徒刑，認為這是對其多年來犯罪行為的應有懲罰，同時也恢復了受害者和當地居民的部分安全感。
李正久的案件在韓國社會引發了對性犯罪防治的廣泛討論，尤其是如何保護女性免受類似暴力侵害，以及警方如何加強此類案件的偵查工作。此案也促使社會思考，如何通過更嚴格的防範措施和更高效的司法制度來應對對公共安全構成長期威脅的犯罪行為，以更好地保障民眾的安全。

## 李正久的犯罪手法
李正久的犯罪手法被認為具有高度的計劃性和隱蔽性，這使得他在長達7年的犯罪期間，多次成功逃脫警方的追捕。他的犯罪目標主要是獨自居住的女性，包括單人公寓的住戶、晚歸的上班族以及夜晚獨自回家的乘客。李正久善於觀察周圍環境，從而選擇合適的作案時機。
據指控，李正久的作案方式多變且帶有欺騙性。他常在清晨或夜晚進行晨跑，借此觀察那些門窗未關閉的住宅，並伺機潛入。對於那些門窗緊閉的住宅，他則會假扮瓦斯抄表員、送牛奶的員工，或者偽裝成鍋爐修理工，以獲取受害者的信任後進入住宅實施犯罪。
此外，李正久也擅長利用周圍環境掩蓋行蹤。他在作案後，常故意留下誤導性線索，比如假稱自己是流浪漢或孤兒院出身，以此試圖讓警方誤以為他對當地不熟悉。實際上，他對大田及其周邊地區的地形相當瞭解，使他能夠在作案後迅速找到藏匿地點，從而避免警方的追蹤。
在作案過程中，李正久通常避免攜帶貴重物品，如珠寶或支票，僅偷取現金。這一行為使得警方難以通過失物追蹤他的行蹤。此外，他常將受害者的手機藏匿，或強迫她們清洗身體，以減少警方通過DNA檢測獲得證據的可能性。
其作案手段還被描述為相當暴力，不僅涉及搶劫，還常伴隨性侵行為。據稱，即使受害者試圖與他協商以換取安全，李正久也不會放過她們。他甚至曾闖入多名女性同住的公寓，將她們綁在一起後分別實施性侵或猥褻行為。
為干擾警方調查，李正久捏造了一個名為“尚熙”的虛構人物，在作案前常詢問“這裡是尚熙家嗎？”以此製造混淆。警方不得不耗費大量人力調查此虛構人物，最終卻無所收穫。這一策略在案件早期給警方的偵查工作帶來了挑戰。
此外，據報導，李正久曾對警方的追捕表現出輕視態度。他在作案時曾對受害者表示“員警抓不到我”，並在部分案件中，在數月後再次對同一名受害者進行犯罪。這一行為對受害者造成了心理創傷，也給警方的破案工作帶來了很大的壓力。
李正久的作案手法展示了他在反偵查方面的意識和心理操控技巧，使此案成為當時韓國社會的關注焦點。警方在面對他複雜的作案手法時，投入了大量的時間和資源，最終將他逮捕歸案。這起案件的發生，也引發了社會對如何加強對弱勢族群保護的反思，以及如何有效預防類似的暴力犯罪。

## 判決結果
在李正久被捕後，此案件引起了韓國社會的高度關注。社會輿論普遍呼籲對這名涉嫌連續性犯罪的嫌疑人施以嚴厲處罰，以回應受害者的痛苦，並向社會傳達正義的訊息。經過一系列審判，法院最終對李正久的罪行作出了嚴厲判決。
在審判過程中，李正久面對多名受害者的指控，這些受害者詳細描述了她們所經歷的恐懼和傷害。法庭上，受害者們的證詞揭露了李正久多次重複的暴力行為，以及對她們身心造成的嚴重影響。這些證詞與警方提供的DNA證據及其他物證共同構成了對李正久的有力指控。
法官在宣判時指出，李正久的行為對社會造成了嚴重威脅，並對法律秩序構成挑戰。他的犯罪行為長達7年，對多名女性造成了身心上的傷害，超出了法律所能容忍的範圍。因此，法院決定對他施以嚴厲的刑罰，以作為警示。
最終，法院判處李正久無期徒刑，剝奪了其重新回歸社會的機會。此判決表達了法院對受害者的支持立場，同時也傳遞了對嚴重性犯罪零容忍的態度。法官在判決中強調：“社會應當保護無辜的民眾，確保每個人都能在安全的環境中生活。對類似李正久的嚴重罪行，法律不應有任何寬容。”
李正久被定罪後，韓國社會反應強烈，許多民眾和受害者家屬對法院的判決表示支持與感謝，認為這一結果為多年受害者帶來了部分公正。在法庭外，部分受害者表示，希望李正久的判決能夠提醒其他潛在犯罪者，法律將對犯罪行為進行制裁。
此案件的判決同時引發了對韓國司法制度的廣泛討論。許多人認為，有必要進一步加強對性犯罪的處罰，並提供更多的受害者保護措施。案件暴露了現行制度中的一些問題，促使政府更加重視性侵犯罪的嚴重性，並推動相關立法改革，以避免類似事件的再次發生。
綜上所述，李正久的判決不僅是一次司法判決，更是社會對正義的呼聲。這一判決雖然無法消除受害者的過去創傷，但至少為她們帶來了些許安慰與希望，同時也向社會展示了法律的力量。

## 其他相關背景
在李正久案件曝光後，這起連續性犯罪在韓國社會引發了廣泛的關注與反思。許多民眾不解為何李正久能夠在長時間內連續實施多起犯罪，而警方未能及時將其緝捕歸案。這引發了人們對當時社會治安狀況的質疑，也使得警方在處理性犯罪案件時的能力和效率受到審視。

### 社會反應與輿論壓力
李正久的犯罪行為曝光後，韓國社會對性犯罪防治展開了廣泛討論。許多民眾呼籲政府和執法部門加強對獨居女性的保護，並增加公共安全設施，如街道監視器和巡邏隊，以防止類似事件再次發生。受害者的經歷通過媒體廣泛報導，引發了社會對性犯罪受害者心理支持與輔導需求的關注。
同時，多個女性權益團體也參與了討論，呼籲對性犯罪的處罰加重，並推動法律改革，宣導制定更嚴格的性犯罪處罰條款。這些團體指出，部分性侵受害者因擔心報復或社會壓力而選擇沉默，因此建議政府提供更全面的保護措施，使受害者能夠在無壓力的環境下尋求法律幫助。

### 對司法制度的影響
李正久案件的發生，也為韓國司法體系帶來了挑戰和改革壓力。案件揭示了在處理性犯罪案件時，警方調查手段的不足以及司法體系對性犯罪重視度的欠缺。因此，在李正久被捕後，韓國政府開始檢討相關政策，包括提升性犯罪案件的調查技術與設備，並加強警方人員的專業培訓。
此外，司法部門也開始探討如何更有效地利用DNA比對等科技手段來偵辦案件。李正久的落網在很大程度上得益於DNA技術的發展，這也推動了韓國在未來更多案件中廣泛應用科技手段，以提高偵查效率。

### 社會支持與受害者重建
在李正久案件告破後，社會對於受害者的心理重建和支持工作也給予了更多關注。多家心理輔導機構和社會福利團體為受害者提供了心理治療與支持，説明她們逐步走出陰影，恢復正常生活。對於因案件而深受創傷的受害者，這些支援服務顯得尤為重要。
此外，案件也使社會更加重視家庭和社區支持的作用。許多專家強調，家庭與社區支持是幫助受害者康復的重要因素，社會應當營造更加包容與理解的氛圍，使受害者不再因過去的經歷而感到羞愧或孤立。
李正久案件雖然隨著其定罪而告一段落，但其對韓國社會的影響依然深遠。這不僅是一宗刑事案件，也促使社會在性犯罪防治方面進行了深入反思。通過這一案件，韓國社會的性犯罪防治意識得到了提高，政府與民眾也開始攜手合作，致力於創建更安全的社會環境。